# Liste der Baudenkmale in Münchehofe
In der Liste der Baudenkmale in Münchehofe sind alle Baudenkmale der brandenburgischen Gemeinde Münchehofe und ihrer Ortsteile enthalten. Grundlage ist die Landesdenkmalliste mit Stand vom 31. Dezember 2020. Die Bodendenkmale sind in der Liste der Bodendenkmale in Münchehofe aufgeführt.

## Baudenkmale in den Ortsteilen
In den Spalten befinden sich folgende Informationen:
- ID-Nr.: Die Nummer wird vom Brandenburgischen Landesamt für Denkmalpflege vergeben. Ein Link hinter der Nummer führt zum Eintrag über das Denkmal in der Denkmaldatenbank. In dieser Spalte kann sich zusätzlich das Wort Wikidata befinden, der entsprechende Link führt zu Angaben zu diesem Denkmal bei Wikidata.
- Lage: die Adresse des Denkmales und die geographischen Koordinaten. Link zu einem Kartenansichtstool, um Koordinaten zu setzen. In der Kartenansicht sind Denkmale ohne Koordinaten mit einem roten beziehungsweise orangen Marker dargestellt und können in der Karte gesetzt werden. Denkmale ohne Bild sind mit einem blauen bzw. roten Marker gekennzeichnet, Denkmale mit Bild mit einem grünen beziehungsweise orangen Marker.
- Bezeichnung: Bezeichnung in den offiziellen Listen des Brandenburgischen Landesamtes für Denkmalpflege. Ein Link hinter der Bezeichnung führt zum Wikipedia-Artikel über das Denkmal.
- Beschreibung: die Beschreibung des Denkmales
- Bild: ein Bild des Denkmales und gegebenenfalls einen Link zu weiteren Fotos des Baudenkmals im Medienarchiv Wikimedia Commons

### Hermsdorf
| ID-Nr.                           | Lage                  | Bezeichnung | Beschreibung | Bild                                         |
| -------------------------------- | --------------------- | --- | --- | -------------------------------------------- |
| 09140660                         | Friedhofsweg 4 (Lage) | Unterförsterei Birkbusch, bestehend aus Forsthaus, Pferde- und Kuhstall mit Futterküche, Durchfahrtsscheune, Schweinestall und Abort | Das Hermsdorffsche Forsthaus befand sich im 18. Jahrhundert im Besitz des Dom Amtes Spandau bei Berlin.                               | weitere Bilder                               |
| 09140661 Teilobjekt zu: 09140660 | Friedhofsweg 4 (Lage) | Forsthaus | | BW                                           |
| 09140662 Teilobjekt zu: 09140660 | Friedhofsweg 4 (Lage) | Stall | Der Stall befindet sich auf der linken Seite des Grundstückes.                                                                        | BW                                           |
| 09140663 Teilobjekt zu: 09140660 | Friedhofsweg 4 ()     | Scheune | Die Scheune steht parallel zum Wohnhaus.                                                                                              | ein Bild hochladen                           |
| 09140664 Teilobjekt zu: 09140660 | Friedhofsweg 4 ()     | Stall / Schweinestall | | ein Bild hochladen                           |
| 09140665 Teilobjekt zu: 09140660 | Friedhofsweg 4 ()     | Toilettenhaus | | ein Bild hochladen                           |
| 09140552                         | Mühlenweg 7f (Lage)   | „Pestalozzi Landschulheim“ Hermsdorfer Mühle                                                                                         | Das Schullandheim befindet sich etwa 2 Kilometer nordwestlich von Hermsdorf an der Dahme. Erbaut wurde das Gebäude von 1927 bis 1928. | „Pestalozzi Landschulheim“ Hermsdorfer Mühle |

### Münchehofe
| ID-Nr.                           | Lage                        | Bezeichnung         | Beschreibung | Bild           |
| -------------------------------- | --------------------------- | ------------------- | --- | -------------- |
| 09140445                         | (Lage)                      | Dorfkirche          | Die evangelische Dorfkirche entstand im Mittelalter. Im Jahre 1852 wurde die Kirche renoviert. Im Osten der Kirche befinden sich Epitaphien der Adelsfamilien von Langen und von Stutternheim. | weitere Bilder |
| 09140413                         | Dorfstraße (Lage)           | Herrenhaus mit Park | Das ehemalige Schloss stammt wahrscheinlich aus der zweiten Hälfte des 17. Jahrhunderts. Der Kern ist spätgotisch, der Gebäudeflügel wurde 1723 angefügt. Am rechten Giebel befindet sich ein Raum mit Sterngewölbe, der wahrscheinlich die ehemalige Kapelle des Vorgängergebäudes ist. | weitere Bilder |
| 09141179 Teilobjekt zu: 09140413 | Dorfstraße (Lage)           | Gutspark            | | BW             |
| 09140968                         | Neuendorfer Straße 7 (Lage) | Wohnhaus            | Das Wohnhaus wurde 1825 ursprünglich als Doppelhaus vollständig in Fachwerk/Lehmbauweise und mit Rohrdach durch die Gebrüder Merker errichtet. Um 1880 wurde an der Straßenseite eine massive Fassade errichtet und das Haus erhielt ein Ziegeldach. Die nördliche Haushälfte wurde um 1947 abgebrochen und durch einen massiven Neubau ersetzt. Zum Wohnhaus und dem gesamten Hof existiert ein umfangreicher Nachlass aus Dokumenten, Fotos und Gegenständen. Auf dem Hof wurde zwischen 1876 und 1990 der Tischlereibetrieb Ziegler (später Klee) betrieben. | weitere Bilder |